# Petäjäsaari (ö i Finland, Lappland, Östra Lappland, lat 66,34, long 28,36)
Petäjäsaari är en ö i Finland. Den ligger i sjön Alajärvi och i kommunen Posio i den ekonomiska regionen  Östra Lapplands ekonomiska region  och landskapet Lappland, i den norra delen av landet, 700 km norr om huvudstaden Helsingfors. Öns area är 3,1 hektar och dess största längd är 290 meter i öst-västlig riktning.